# Coneythorpe
Coneythorpe – wieś w Anglii, w hrabstwie North Yorkshire. Leży 22 km na zachód od miasta York i 291 km na północ od Londynu.